# Spiramphinema microcephalon
Spiramphinema microcephalon är en rundmaskart som först beskrevs av Stekhoven 1942.  Spiramphinema microcephalon ingår i släktet Spiramphinema och familjen Monhysteridae. Inga underarter finns listade i Catalogue of Life.